# Mikael Eskilandersson
Kent Johan Mikael Eskilandersson, född 4 april 1977 i Perstorps församling i Kristianstads län, är en svensk politiker (sverigedemokrat). Han är ordinarie riksdagsledamot sedan 2014, invald för Skåne läns norra och östra valkrets sedan 2018 (dessförinnan invald för Gävleborgs läns valkrets 2014–2018).
I riksdagen är han vice ordförande i civilutskottet sedan 2022 och dessförinnan ledamot i utskottet från 2014. Han var ledamot i riksbanksfullmäktige 2018–2022. Eskilandersson är eller har varit suppleant i bland annat miljö- och jordbruksutskottet och riksbanksfullmäktige.
Eskilandersson har arbetat som underentreprenör inom skogsbruk.
Eskilandersson var 2014–2021 ledamot av kyrkomötet. Han är sedan 2021 ordförande för Sverigedemokraternas Skånedistrikt.